# リラ (通貨)

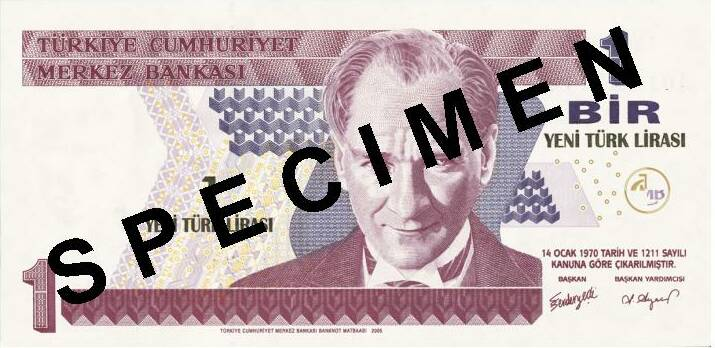
1新トルコリラ札

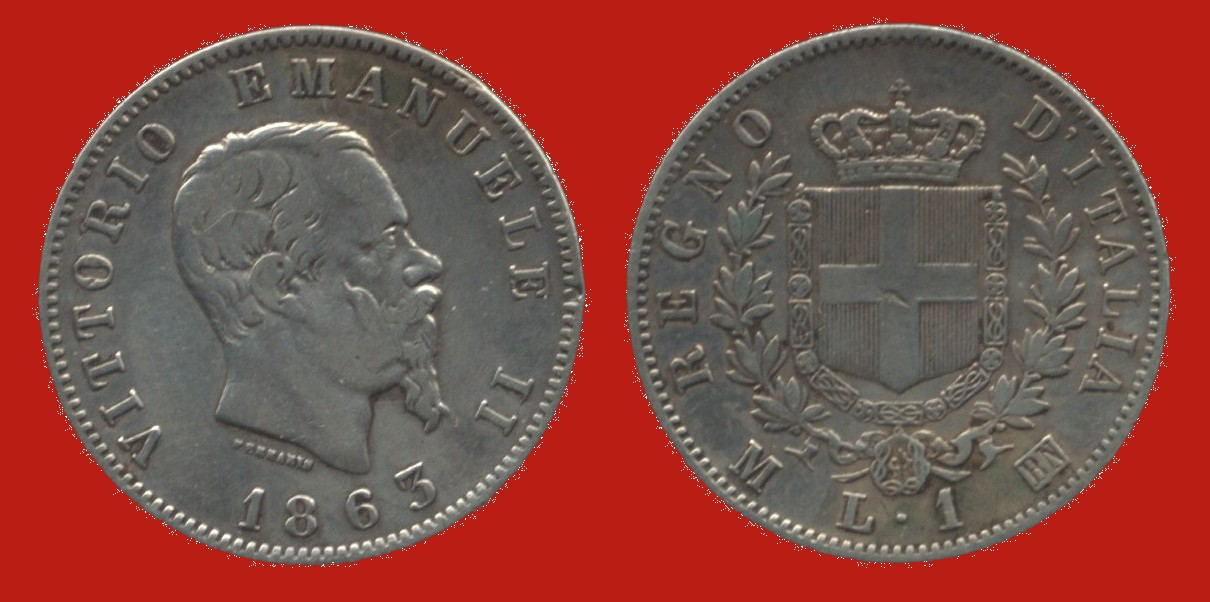
1イタリアリラ硬貨 (1863)

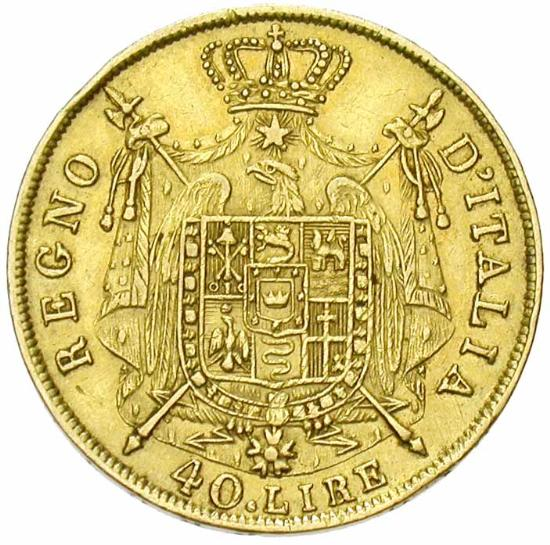
40イタリア王国リラ金貨

リラ (lira) は、トルコなどの通貨。トルコ語ではリラ (lira)。イタリア語・英語等での複数形はリレ (lire)。

## 総論
ラテン語で天秤を意味し、質量の単位でもあったリーブラ (libra) が語源。貨幣としては、質量1リーブラの銀の価値を表した。イタリア語の法則により、2重子音の1つ目が脱落しリラ (lira) となった。
libraまたはliraの頭文字を図案化した通貨記号￡ は、イタリアなどで使われていたほか、イギリスなどでポンドの通貨記号として使われている。通貨記号には他にL、￡やLに国名の頭文字を付けたもの、などがある。

## 各国のリラ

### 現行
- 新トルコ・リラ - トルコの通貨。補助通貨は100クルシュ (kuruş)。2009年から名称を再びトルコ・リラに戻した新紙幣が発行されたが、これは新トルコ・リラの改称と考えられる。
- レバノン・ポンド - レバノンの通貨。レバノン・リラ、レバノン・リーヴルとも。
- シリア・ポンド - シリアの通貨。シリア・リラとも。
- ヨルダン・ディナール - ヨルダンの通貨。ヨルダン・リラとも。

### 廃止（ユーロへ移行）
- イタリア・リラ - イタリアの旧通貨 (1861-2002)。補助通貨は100チェンテージミ (centesimi)。欧州通貨統合により、2002年2月28日を最後にユーロへ移行。
- サンマリノ・リラ - サンマリノの旧通貨 (1860年代-2001)。価値はイタリア・リラに同じ。2001年12月31日を最後にユーロへ移行。
- バチカン・リラ - バチカンの旧通貨 (1929-2001)。価値はイタリア・リラに同じ。2001年12月31日を最後にユーロへ移行。
- マルタ・リラ - マルタの旧通貨 (1973-2007)。2007年12月31日を最後にユーロへ移行。
- キプロス・ポンド - キプロスの旧通貨 (1879 -2007)。キプロス・リラとも。2007年12月31日を最後にユーロへ移行。

### 廃止（それ以外）
- トルコ・リラ - トルコの旧通貨 (1844-2004)。2004年12月31日を最後に事実上のデノミネーションを実施し、新トルコリラへ移行。ただし、2005年末まで通用。
- イスラエル・リラ - イスラエルの旧通貨 (1958-1980)。綴りはliraまたはlirah (לירה)、複数形はlirotまたはliroth (לירות)。補助通貨は100プルター。イスラエル・ポンドとも。
- トリポリ・リラ - イギリス占領下のリビアの旧通貨 (1943-1951)。
- エリトリア・リラ - イタリア領エリトリアの旧通貨 (1885-1921)。
- イタリア領東アフリカ・リラ - イタリア領東アフリカの旧通貨 (1938-1941)。
- イタリア領ソマリランド・リラ - イタリア領ソマリランドの旧通貨 (1925-1938)。
- イタリア王国リラ - イタリア王国の旧通貨 (1807-1814)。
- ナポリ・リラ - ナポリ王国の旧通貨 (1812-1813)。